# Lathys insulana
Lathys insulana är en spindelart som beskrevs av Ono 2003. Lathys insulana ingår i släktet Lathys och familjen kardarspindlar. Inga underarter finns listade i Catalogue of Life.